# Windows Mobile
Windows Mobile是微軟針對移動産品而開發的精簡作業系統。2009年2月，微軟發佈了Windows Mobile 6.5系統。Windows Mobile捆綁了一系列針對移動設備而開發的應用軟件，這些應用軟件建立在Microsoft Win32 API的基礎上。可以運行Windows Mobile的設備包括Pocket PC、Smartphone和Portable Media Center。該作業系統的設計初衷是盡量接近于桌面版本的Windows。繼任者Windows Phone作業系統出現後，Windows Mobile系列正式退出手機系統市場。2010年10月，微軟宣布終止對Windows Mobile的所有技術支持，而在之後把Windows Phone 系統轉換成Windows 10。

## Windows Mobile的常见功能
Windows Mobile通常有以下特点：

### Pocket PC及Pocket PC Phone系列
- 主页面（今日，類似Symbian OS的Active Standby，用來顯示個人信息管理系統資料）
- Internet Explorer Mobile（和PC版Internet Explorer相似）
- 收件箱（訊息中心，整合Outlook E-mail與簡訊功能）
- Windows Media Player（和PC版Windows Media Player相似）
- 资源管理器（和PC版Windows Explorer相似）
- Windows Live Messenger / Windows Live（和PC版Windows Live Messenger相似）
- Office Mobile（和PC版Microsoft Office相似，有Word, PowerPoint, Excel和OneNote，由廠方選配）
- ActiveSync（與PC連接並用於交換資料）

### Smart Phone系列
- 开始菜单：开始菜单是Smartphone使用者运行各种程序的快捷方法。类似于桌面版本的Windows，Windows Mobile for Smartphone的开始菜单主要也由程序快捷方式的图标组成，并且为图标分配了数字序号，便于快速运行。

- 标题栏：标题栏是Smartphone显示各种信息的地方。包括当前运行程序的标题以及各种托盘图标，如电池电量图标，手机信号图标，输入法图标以及应用程序放置的特殊图标。在Smartphone中标题栏的作用类似于桌面windows中的标题栏加上系统托盘。

- 电话功能：Smartphone系统的应用对象均为智能手机，故电话功能是Smartphone的重要功能。电话功能很大程度上与Outlook集成，可以提供拨号，联系人，拨号历史等功能。

- Outlook：Windows Mobile均内置了Outlook Mobile。包括任务、日历、联系人和收件箱。Outlook Mobile可以同桌面Windows系统的Outlook同步以及同Exchange Server同步（此功能需要Internet连接）Microsoft Outlook的桌面版本往往由Windows Mobile产品设备附赠。

- Windows Media Player：WMP是Windows Mobile的捆绑软件。其起始版本为9，但大多数新的设备均为10版本。针对现有的设备，用户可以由网上下载升级到WMP10。WMP支持WMA，WMV，MP3以及AVI文件的播放。目前MPEG文件不被支持，但可经由第三方插件可以获得支持。某些版本的WMP同时兼容M4A音频。

## 版本历史
Windows Mobile採用Windows CE內核，最早被用作Pocket PC 2000的作業系統，后开发出适用于手机及其他掌上设备操作系统，之后又将其整合于一起。在Windows Mobile 2003版本之前操作系统名称为Pocket PC、Smartphone等，后改为现名。Windows Mobile包括掌上电脑的Windows Mobile Standard、用于手机的Windows Mobile Classic、Windows Mobile Professional和用于移动媒体的Portable Media Center三大版本。

### Pocket PC 2000
Pocket PC 2000最初代號為"Rapier"（雙刃劍），發布於2000年4月19日。這是後來被稱為Windows Mobile的作業系統的首次亮相，意味著要繼承智慧型手機的作業系統。Pocket PC 2000年主要用於Pocket PC，但是一些掌上型電腦系統有能力加以更新。此外，一些手機的Pocket PC 2000年被發布，但智慧型手機的硬體平台尚未完全建立。这个版本只支援QVGA（320x240）的解析度。
设计上，Pocket PC 2000跟Windows 98，Windows Me和Windows 2000類似。
功能及內建的應用程式：
- Pocket Office
  - Pocket Word
  - Pocket Excel
  - Pocket Outlook
- Pocket Internet Explorer
- Windows Media Player
- Microsoft Reader
- Microsoft Money
- Notes
- 支援手寫辨識
- 紅外線（IR）文件傳輸能力

### Pocket PC 2002
Pocket PC 2002的代號為"Merlin"（默林），發布於2001年10月。雖然主要對象為240×320（英寸，QVGA）屏幕解像度的Pocket PC，2002也可以用於掌上電腦的手機，並首次可适用于用於智能手機。這些掌上電腦智能手機，主要是2002年的GSM設備。就像當時新推出的Windows XP一樣，Pocket PC 2002的界面图标採用了相似的新設計。
新功能及內置的應用程序：
- 增強的用戶界面與主題的支持
- Pocket Word中的拼寫檢查和字數統計工具
- 可保存和下載的Pocket Internet Explorer
- 支援虛擬專用網絡（VPN）
- 同步文件夾
- MSN Messenger
- 終端服務
- 支持流媒体的Windows Media Player 8
- Microsoft Reader 2
- 支援對Palm OS的文件傳輸
- 改進Pocket Outlook
- 支援數字版權管理（DRM）的Microsoft Reader

### Windows Mobile 2003

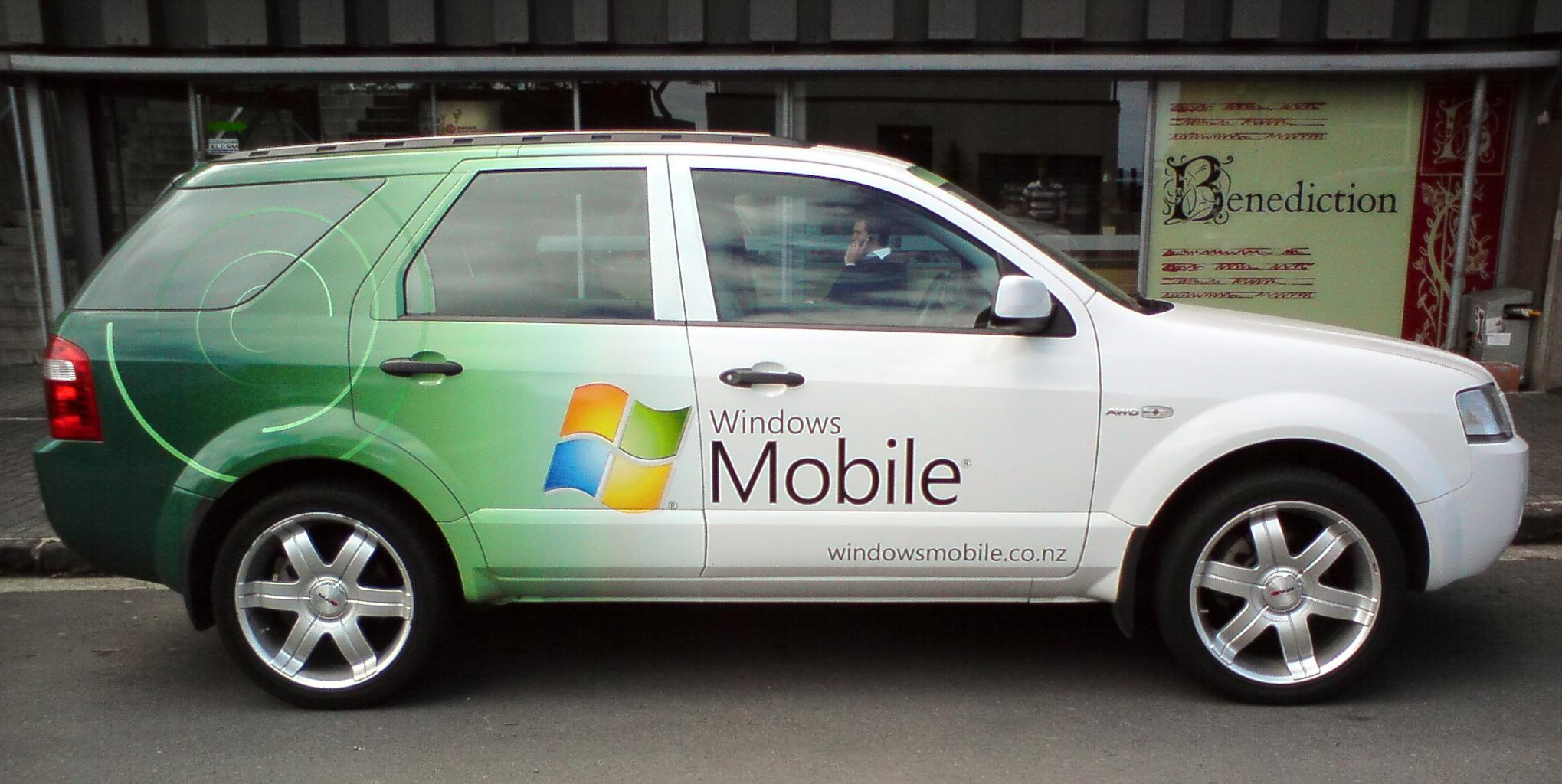
Windows Mobile宣傳車

Windows Mobile 2003的原代號為"Ozone"，發布於2003年6月23日，是第一個版本的Windows Mobile。它共有四個版本："Windows Mobile 2003 for Pocket PC Premium Edition", "Windows Mobile 2003 for Pocket PC Professional Edition", "Windows Mobile 2003 for Smartphone"及"Windows Mobile 2003 for Pocket PC Phone Edition"。除專業版外，其他版本都缺少了一些功能，如客戶端的L2TP及IPsec VPN等。
新功能及內置的應用程序：
- 支援附加的鍵盤
- 增強的通信接口與藍牙設備管理
- 支持藍牙文件傳輸
- 支持藍牙耳機
- 支援圖片浏览、剪裁及傳送
- 碎石機遊戲（Jawbreaker）
- 增強Pocket Outlook對vCard的支援
- 改進的Pocket Internet Explorer
- Windows Media Player 9.0及優化
- SMS短信回复可選擇電話
- MIDI文件支援

### Windows Mobile 2003 SE
Windows Mobile 2003 SE是Windows Mobile 2003的第二版，發布於2004年3月24日。
新功能及內置的應用程序：
- 对于Pocket PC，可以切换屏幕方向
- 支援单列布局的Pocket Internet Explorer
- 支援VGA（640x480），240x240和480x480的屏幕解像度
- 支援Wi-Fi Protected Access（WPA）

### Windows Mobile 5
Windows Mobile 5的代號為"Magneto"（磁電機），釋放於Microsoft's Mobile and Embedded Developers Conference 2005拉斯維加斯（2005年5月9日至5月12日）。微軟打算提供主流支持的Windows Mobile 5，直到2010年10月12日，並擴展支持到2015年10月13日。
Windows Mobile 5包括Microsoft Exchange Server的push mail功能，改進與Exchange 2003 SP2的工作。push mail功能也需要供應商/設備支持。隨著AKU2軟件升級所有Windows Mobile 5都支持DirectPush  。
由於需要持續的存儲能力，Windows Mobile 5精選增加電池壽命。
新功能及內置的應用程序：
- 新版本的Office被稱為“Office Mobile”
  - PowerPoint Mobile
  - 支援圖表功能的Excel Mobile
  - 支援圖表插入的Word Mobile
- Windows Media Player 10 Mobile
- 照片來電顯示
- 支援DirectShow
- 圖片和視頻包，它融合了管理的影片和照片
- 增強支持藍牙
- 全球定位系統（GPS）的管理界面
- 支援默認的QWERTY鍵盤
- 类似Windows的錯誤報告機制類
- ActiveSync 4.2增加了15 ％的速度同步

### Windows Mobile 6

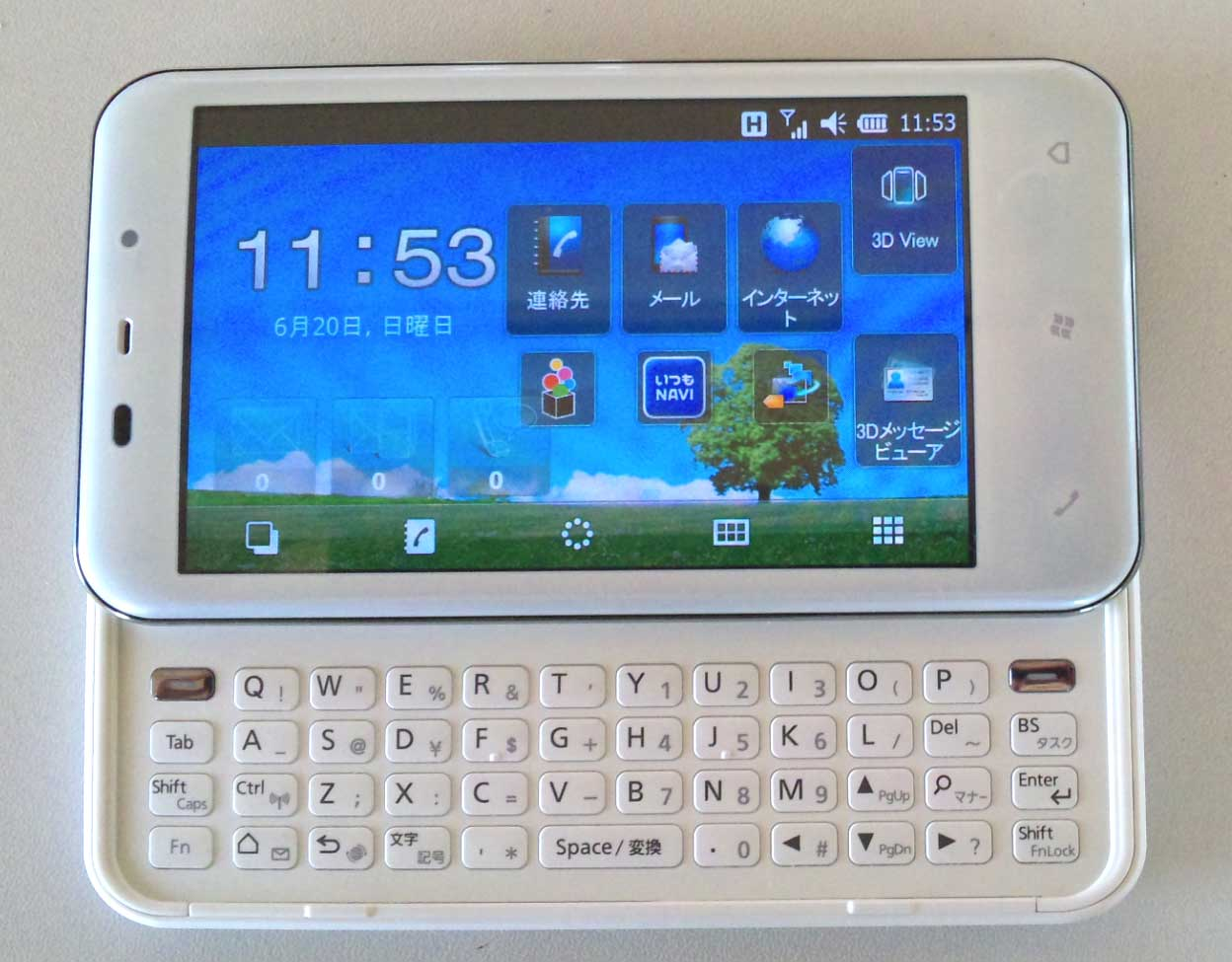
Windows Mobile 6.5.3日文版於TOSHIBA T-0B

Windows Mobile 6的原代號為"Crossbow"（石弓），釋放於在2007年2月12日的2007年3GSM世界大會（3GSM World Congress）。它有三個不同的版本：“Windows Mobile 6 Standard”(用在智能手機，沒有觸控摸屏），“Windows Mobile 6 Professional”（用在智能手機，有觸控摸屏），以及“Windows Mobile 6 Classic”（用在掌上电脑，沒有無線電）。
就像當時新推出的Windows Vista作業系統一樣，Windows Mobile 6的含義是相同的設計。功能上，它很接近Windows Mobile 5，但有更好的穩定性和更美觀。
新功能及內置的應用程序：
- 支援320x320和800x480像素屏幕解析度
- 支援移動辦公的智能手機
- 作業系統定時更新[16]
- 改進的遠端桌面訪問[17]（只為某些智能手機）[18]
- 支援VoIP（網絡電話）與AEC（Acoustic Echo Cancelling）和MSRT音頻編解碼器
- Windows Mobile版本的Windows Live [19]
- 客戶反饋選項[20]
- 增強微軟藍牙Stack
- 存儲卡加密（冷啟動時會丟失秘鑰）
- Smartfilter內的搜索程序
- 改進互聯網共享
- 令用Outlook.com支援HTML電子郵件
- Search ability for contacts in an Exchange Server Address Book
- 在Internet Explorer Mobile上支援AJAX，JavaScript及XMLDOM
- Out of Office Replies with Microsoft Exchange 2007
- 支援選擇非授權移動接入（Unlicensed Mobile Access）運營商
- Microsoft Exchange 2007的伺服器搜索
- .NET Compact Framework v2 SP2預先安裝在光盤
- Microsoft SQL Server 2005壓縮版預先安裝在光盤
- 新增OneNote Mobile到Microsoft Office
- 支持Microsoft Office 2007、2010、2013的文件格式（pptx，docx，xlsx）
- 同時，程式設計的客戶端軟體只支持 Windows XP Professional SP3以上之作業系統。

### Windows Mobile 6.1
Windows Mobile 6.1于2008年4月1日推出。這是從Windows Mobile 6一個小的升級，但帶來了各種性能增強，重新設計的主屏幕採用橫向設計，擴大對點擊的支援能顯示更多信息，這部分更新僅在Windows Mobile的Standard版本。但是，這項功能卻是莫名其妙地排除在專業版中。 

其他一些改進，如会话式的短信界面，支持整页缩放的Internet Explorer Mobile和'域名註冊'。還補充說，隨著"mobile"版本的Microsoft OneNote及互動"入門"嚮導的域名註冊功能將設備連接到System Center Mobile Device Manager 2008, a product to manage mobile devices.
最突出的差異是，用戶的標準版（如舊版）仍然與電話號碼中的任務和約會創造了自動鏈接，從而能夠很容易（和安全駕駛時）點擊和撥打在電話中儲存的電話號碼。出於某種原因，專業版也消除了這一重要功能。Windows Mobile 6.1還精選提高push-email的利用效率，在其隨身電郵議定書“ActiveSync的”的增加高達40％，這減少了數據的使用，所以造成電池壽命大大改善。
除了視覺和功能的區別，基本上可以用Windows CE的版本來區分Windows Mobile 6和Windows Mobile 6.1。Windows Mobile 6的Windows CE號碼小數點後有4個數字（如HTC Wings的5.2.1622），而Windows Mobile 6.1的Windows CE號碼小數點就是有5個數字（如Palm Treo 800w的5.2.19216）。

### Windows Mobile 6.5

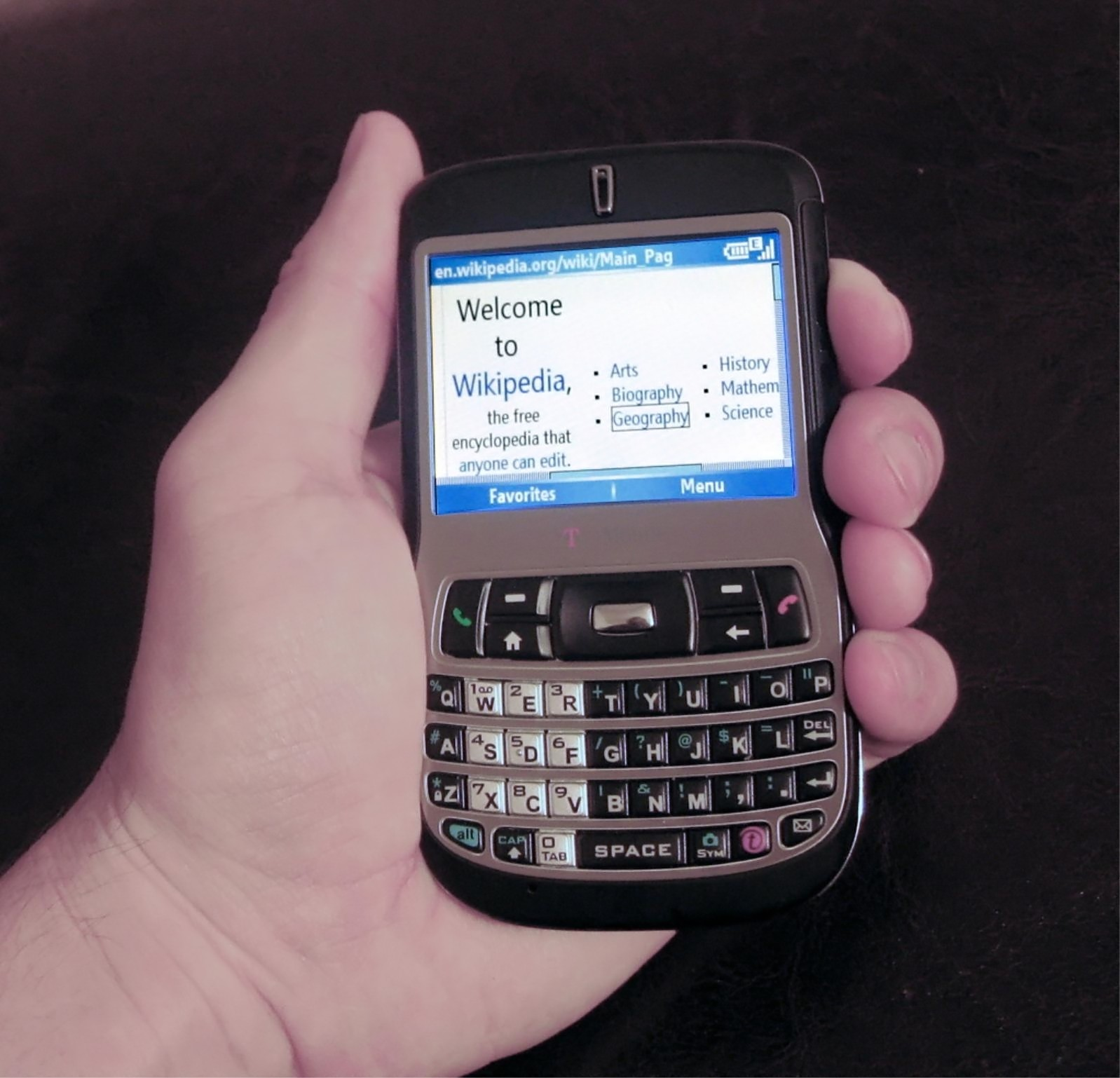
一台Windows Mobile Smartphone

Windows Mobile 6.5是一個对现有Windows Mobile 6.1平台的升级，釋放给製造商的時間是09年5月，但在9月之後才正式推出。儘管可以說是一個更新，但據說包括大量新的增值功能。它也將包括新的Internet Explorer Mobile browser dubbed IE "6 On 6"。微軟在MWC 09宣佈推出這版本的Windows Mobile
同時，Motorola宣佈下半年推出的手機大多都會使用Windows Mobile 6.5。而使用這個版本的Windows Mobile的手機會被稱為"Windows phones"。隨著Windows mobile 6.5的推出，微軟宣布了幾個雲計算服務代號"SkyBox", "SkyLine", "SkyMarket"。"SkyBox"已被證實是一个类似My Phone的功能，而"SkyMarket"则被證實是Windows Marketplace的Windows Mobile版本。主屏幕已被重新設計，使此版本將被設計為令手指更容易使用。而据推测微软将渐渐放弃非触摸屏式的Windows Mobile手机（即Windows Mobile Standard系列，亦即在更早的版本中被称为Smartphone的手机）微軟還計劃把幾個來自Zune的軟件或功能新增至這個版本。

### Windows Mobile 6.5.3
2010年2月2日，索尼愛立信M1i手機搭載Windows Mobile 6.5.3正式發布，成為世界上第一台Windows Phone 6.5.3智能手機。2009年11月以來，一些6.5.3版本開始洩漏（28nnn），並已經非正式地移植到一些Windows手機。
Windows Mobile 6.5.3帶來更友好的用戶界面，一些新的易於使用的功能，如支持多點觸摸，完全觸摸控制（即無需手寫筆），和拖放開始菜單圖標。Internet Explorer Mobile 6也有一些重大更新，包括減少頁面載入時間，改進的內存管理和平滑手勢。
較新的附加功能的Windows Mobile 6.5.3版本包括線上電子郵件和Office Mobile 2010。

### 版本比较
| 版本                   | 發布日期      | 附註                        | 基於           |
| ---------------------- | ------------- | --------------------------- | -------------- |
| Pocket PC 2000         | 2000年4月19日 | 里程碑                      | Windows CE 3.0 |
| Pocket PC 2002         | 2002年10月    |                             | Windows CE 4.0 |
| Windows Mobile 2003    | 2003年6月23日 | 第一個版本的Windows Mobile  | Windows CE 4.1 |
| Windows Mobile 2003 SE | 2004年3月24日 | Windows Mobile 2003的第二版 | Windows CE 4.2 |
| Windows Mobile 5       | 2005年5月12日 |                             | Windows CE 5.0 |
| Windows Mobile 6       | 2007年2月12日 |                             | Windows CE 5.1 |
| Windows Mobile 6.1     | 2008年4月1日  |                             | Windows CE 5.2 |
| Windows Mobile 6.5     | 2009年5月11日 |                             | Windows CE 5.2 |
| Windows Mobile 6.5.3   | 2010年2月2日  |                             | Windows CE 5.2 |

|                                  | Pocket PC 2000               | Pocket PC 2002               | Windows Mobile 2003                             | Windows Mobile 2003 S                              | Windows Mobile 5                             | Windows Mobile 6              | Windows Mobile 6.1              | Windows Mobile 6.5              |
| Pocket PC （不支持电话功能）     | Pocket PC 2000               | Pocket PC 2002               | Windows Mobile 2003 for Pocket PC               | N/A                                                | Windows Mobile 5 for Pocket PC               | Windows Mobile 6 Classic      | Windows Mobile 6.1 Classic      | N/A                             |
| Pocket PC Phone （支援觸控螢幕） | Pocket PC 2000 Phone Edition | Pocket PC 2002 Phone Edition | Windows Mobile 2003 for Pocket PC Phone Edition | Windows Mobile 2003 SE for Pocket PC Phone Edition | Windows Mobile 5 for Pocket PC Phone Edition | Windows Mobile 6 Professional | Windows Mobile 6.1 Professional | Windows Mobile 6.5 Professional |
| Smartphone （不支援觸控螢幕）    | N/A                          | Smartphone 2002              | Windows Mobile 2003 for Smartphone              | Windows Mobile 2003 SE for Smartphone              | Windows Mobile 5 for Smartphone              | Windows Mobile 6 Standard     | Windows Mobile 6.1 Standard     | Windows Mobile 6.5 Standard     |

## Windows Mobile的继任者

### Windows Phone
2010年10月11日，微軟公司正式發布了新的智慧型手機作業系統Windows Phone，用以接續舊版的Windows Mobile 系列，Windows Mobile就此走入了歷史。

## 市場競爭
微軟研發的Windows Mobile平台，比蘋果iOS和和Google Android平台早推出數年，但根據市場研究機構IDC估計，2012年Windows Phone加上Windows Mobile只佔智能手機市場的5.2%，落後Android的61%、iOS的20.5%，2012年2月，微軟創辦人比尔盖茨接受哥倫比亞廣播公司（CBS）訪問，對於流動通訊新時代，他坦言微軟創新不足。

## Windows Mobile裝置列表
使用Windows Mobile為作業系統之裝置列表：
A3100 · Ace ·  Athena ·  BlackJack ·  BlackJack II ·  Dash ·  DX900 ·  eXpo ·  HD2 ·  i600 ·  i780 ·  Incite ·  Jack ·  KS20 ·  MAX 4G ·  nüvifone M10 ·  nüvifone M20 ·  Omnia ·  Omnia II ·  Omnia Lite ·  Omnia Pro B7330 ·  Omnia Pro B7610 ·  Propel Pro ·  Saga ·  Shadow ·  Smartflip ·  TG01 ·  Touch ·  Touch2 ·  Touch 3G ·  Touch Cruise ·  Touch Diamond ·  Touch Diamond2 ·  Touch Dual ·  Touch HD ·  Touch Pro ·  Touch Pro2 ·  Touch Viva ·  Treo Pro ·  TyTN ·  TyTN II ·  Vox ·  Wing ·  Wings ·  Xperia X1 ·  Xperia X2 · LG GW825v